# Léon Laroze
Pour les articles homonymes, voir Laroze.
Léon Laroze est un homme politique français né le 21 janvier 1835 à Bordeaux (Gironde) et décédé le 23 décembre 1912 à Saint-Martin-de-Lerm (Gironde).

## Biographie
Il est le fils de Joseph Laroze, maire de Saint-Martin de Lerm, conseiller général de la Gironde, et de Joséphine Feuilhade de Chauvin. Il est le neveu d'André Feuilhade de Chauvin.
Maire de Saint-Martin-de-Lerm, vice-président du comice agricole, il est député de la Gironde de 1885 à 1889, siégeant dans la majorité opportuniste.
Son fils est Pierre Laroze.

### Sources
- « Léon Laroze », dans Adolphe Robert et Gaston Cougny, Dictionnaire des parlementaires français, Edgar Bourloton, 1889-1891 [détail de l’édition]
- Jean Jolly (dir.), Dictionnaire des parlementaires français, notices biographiques sur les ministres, sénateurs et députés français de 1889 à 1940, Paris, PUF, 1960.